# As Super Novas
 (mars 2017).
Si vous disposez d'ouvrages ou d'articles de référence ou si vous connaissez des sites web de qualité traitant du thème abordé ici, merci de compléter l'article en donnant les références utiles à sa vérifiabilité et en les liant à la section « Notes et références ».
Albums de Ivete Sangalo
MTV Ao Vivo
(2004) O Melhor de Ivete Sangalo
(2006)
Singles
1. Abalou
Sortie : 17 octobre 2005
2. Chorando se foi
Sortie : 12 décembre 2005
3. A galera
Sortie : 3 mars 2006
4. Quando a chuva passar
Sortie : 4 juillet 2006

As Super Novas est le cinquième album solo de la chanteuse pop MPB brésilienne Ivete Sangalo, sorti en 2005.

## Liste des titres
| 1.    | Abalou                    | 3:53 |
| 2.    | Poder                     | 3:54 |
| 3.    | Pra sempre ter você       | 3:32 |
| 4.    | A galera                  | 3:48 |
| 5.    | Eh! Maravilha             | 3:37 |
| 6.    | Zum zum ê                 | 3:10 |
| 7.    | Cadê você?                | 4:14 |
| 8.    | Quando a chuva passar     | 4:06 |
| 9.    | Na Bahia                  | 3:45 |
| 10.   | Mega beijo                | 3:37 |
| 11.   | Soy loco por ti América   | 3:44 |
| 12.   | Chorando se foi (ao vivo) | 3:39 |
| 44:59 |                           |      |

| Titres bonus - Édition spéciale | Titres bonus - Édition spéciale | Titres bonus - Édition spéciale | Titres bonus - Édition spéciale | Titres bonus - Édition spéciale | Titres bonus - Édition spéciale | Titres bonus - Édition spéciale | Titres bonus - Édition spéciale | Titres bonus - Édition spéciale | Titres bonus - Édition spéciale |
| No                              | Titre                           | Durée                           |                                 |                                 |                                 |                                 |                                 |                                 |                                 |
| ------------------------------- | ------------------------------- | ------------------------------- | ------------------------------- | ------------------------------- | ------------------------------- | ------------------------------- | ------------------------------- | ------------------------------- | ------------------------------- |
| 12.                             | Em mim. Em você                 | 3:40                            |                                 |                                 |                                 |                                 |                                 |                                 |                                 |
| 13.                             | Meu abraço                      | 3:54                            |                                 |                                 |                                 |                                 |                                 |                                 |                                 |
| 14.                             | Chorando se foi (ao vivo)       | 3:39                            |                                 |                                 |                                 |                                 |                                 |                                 |                                 |
| 52:33                           |                                 |                                 |                                 |                                 |                                 |                                 |                                 |                                 |                                 |

Notes
- Les titres insérés en nos 12 et 13 sont considérés comme bonus de l'édition spéciale.
- Avon (entreprise américaine de cosmétiques, parfum et accessoires) fait paraître cette édition spéciale, vendue dans leur catalogue avec un échantillon du parfum Extraordinary[3].